# Dragons - I Nove Regni
Dragons - I Nove Regni (DreamWorks Dragons: The Nine Realms) è una serie televisiva statunitense che fa parte del merchandising di Dragon Trainer. È prodotta dalla DreamWorks Animation per Hulu e Peacock ed è distribuita da Universal Television. Si tratta dello spin-off della trilogia della serie animata.

## Trama
1300 anni dopo gli eventi di Dragon Trainer - Il mondo nascosto, un gruppo di giovani umani e i loro draghi parlanti vengono portati dai loro genitori in un'enorme fenditura causata da una cometa. Il gruppo scopre un mondo di draghi sotto ai loro piedi. Tra loro ci sono Tom e Tuono e, con l'aiuto di altri cavalieri, si ritrovano a dover proteggere il segreto dei loro draghi da coloro che vorrebbero sfruttarli. Mentre esplorano i regni e scoprono nuovi draghi, Tom cerca il suo legame con Tuono, ritrovandosi a a seguire le orme del suo antenato vichingo.